# Patrick Nuo
Patrick Nuo (Lucerna, 31 de agosto de 1982) é um cantor, compositor, modelo e ator suíço.

## Biografia

### Início
Com 14 anos abandonou a esperança de ser famoso jogando tênis, e decidiu centrar-se em sua carreira musical de vez. Após alguns passos enganosos em casa, conseguiu deslocar-se para Hamburgo, na Alemanha, onde foi contratado como backing vocal, para varias gravações.  Nesse ínterim ele também trabalhou como modelo para alguns projetos de caridade.

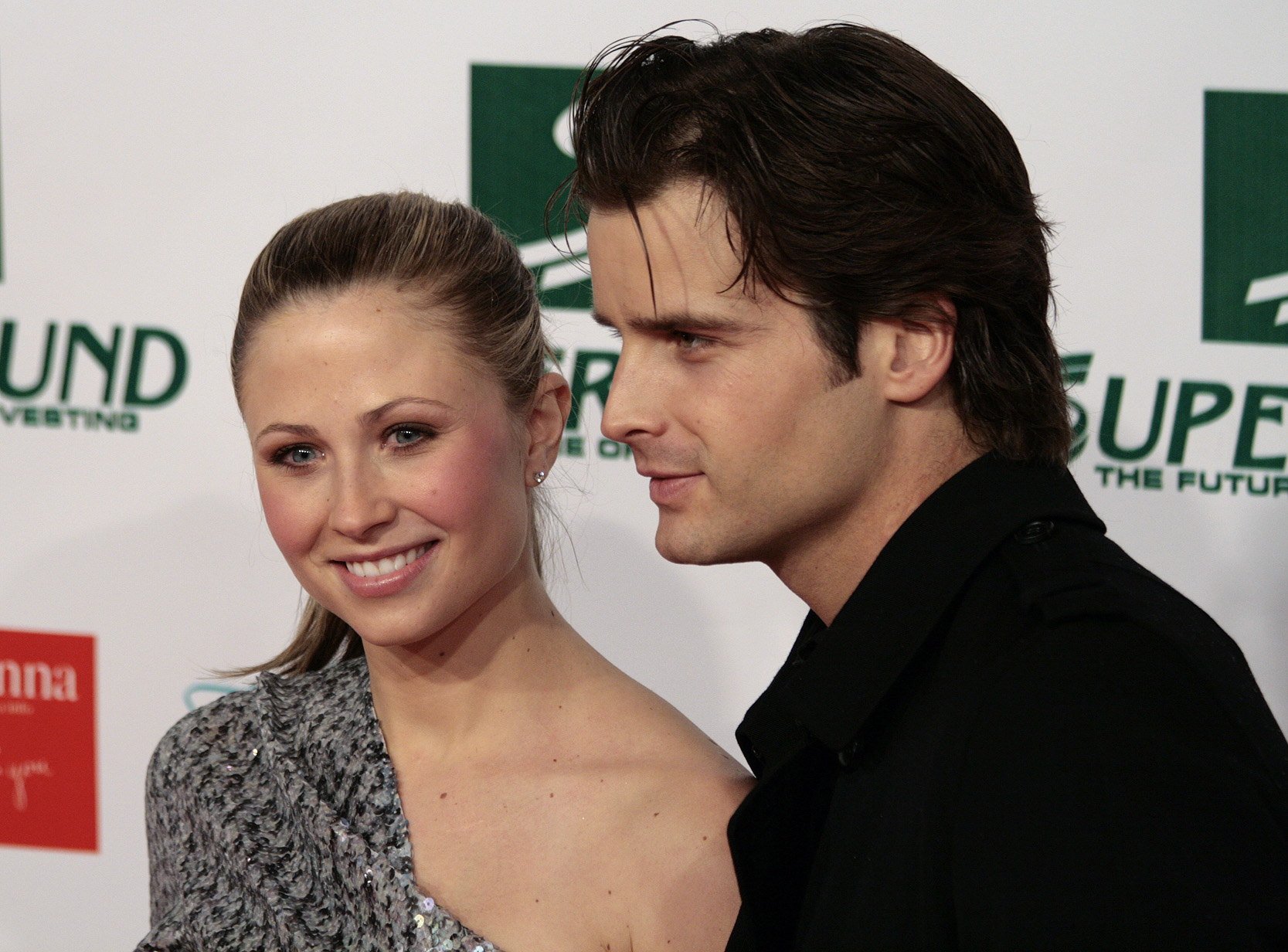
Patrick Nuo e Molly Schade no Women's World Awards, 2009.

### Carreira Musical
Em 2002 Patrick conheceu o produtor David Jost, que o ajudou com um contrato na Warner Music. Nos meses seguintes a dupla criou um álbum inteiro juntos, que foi finalmente lançado sob o nome de Welcome, em setembro de 2003. Com "5 Days" e "Reanimate", o álbum calolcou 2 hits no Top30 na Suíça e na Alemanha. Devido ao seu contínuo sucesso do álbum foi re-lançada em abril de 2004, incluindo o quarto single do álbum, "Undone".
Depois David e Patrick, mais uma vez, uniram-se para a produção de seu segundo álbum, nomeado de Superglue, que foi lançado em Abril de 2005, e teve dois singles: "Girl In The Moon" e "Beautiful", que acabou ficando no Top10 da Áustria e da Suíça.
Em julho de 2005, Patrick casou com a atriz Molly Schade. Eles tiveram uma filha,Elouise, nascida em 7 de junho de 2006, e um filho, Luka James, nascido em dezembro de 2008.Em 2011 seu casamento com Molly Schade chega ao fim, e ambos travam uma luta judicial para a guarda compartilhada dos filhos Elouise e Luka James.
Em junho de 2007 o lançou seu terceiro álbum, Nuo, com o single “Too Late (To Save It With A Lovesong)”, e o primeiro single desse álbum, ” Watchin’ Over You”, havia sido lançado no final de 2006.

## Discografia

### Álbuns
| Ano  | Álbum     | Desempenho nos Charts | Desempenho nos Charts | Desempenho nos Charts |
| Ano  | Álbum     | CH Singles            | GER Singles           | AUT Singles           |
| ---- | --------- | --------------------- | --------------------- | --------------------- |
| 2003 | Welcome   | #11                   | #13                   | #72                   |
| 2005 | Superglue | #4                    | #29                   | #68                   |
| 2007 | Nuo       | #66                   | -                     | -                     |

### Singles
| Ano  | Título                                | Desempenho nos Charts | Desempenho nos Charts | Desempenho nos Charts | Álbum                     |
| Ano  | Título                                | CH Singles            | GER Singles           | AUT Singles           | Álbum                     |
| ---- | ------------------------------------- | --------------------- | --------------------- | --------------------- | ------------------------- |
| 2003 | 5 Days                                | #23                   | #24                   | #24                   | Welcome                   |
| 2003 | Reanimate                             | #18                   | #22                   | #56                   | Welcome                   |
| 2003 | Welcome (To My Little Island)         | #44                   | #55                   | -                     | Welcome                   |
| 2004 | Undone                                | #30                   | #30                   | -                     | Welcome (Special Edition) |
| 2005 | Girl In The Moon                      | #20                   | #38                   | -                     | Superglue                 |
| 2005 | Beautiful                             | #9                    | #33                   | #7                    | Superglue                 |
| 2006 | Watchin' Over You                     | #54                   | #52                   | -                     | Nuo                       |
| 2007 | Too Late (To Save It With A Lovesong) | -                     | #83                   | -                     | Nuo                       |
| 2008 | Finally                               | -                     | -                     | -                     | Nuo                       |
| 2009 | Come On Now                           | -                     | -                     | -                     | TBA                       |

## Filmografia
| Ano  | Filme    | Papel | Diretor      |
| ---- | -------- | ----- | ------------ |
| 2009 | The Fury | Mike  | James Colmer |